# 大畑沙織
大畑 沙織（おおはた さおり、1985年10月6日 - ）は、廃墟写真家、編集者。「Hatch」という名前でも活動している。愛称は「廃墟ガール」（2005年8月ミュージシャンである坂上庸介のブログにこの愛称で登場したことがきっかけである）。鳥取県出身。岡山大学教育学部卒業。愛知県在住。八画株式会社（旧インディヴィジョン）社員。 ローカル銀座所属。

## 著書・作品

### 共著
- 『ニッポンの廃墟』（2007年　インディヴィジョン）　ISBN 4990371208

### 編集
- 『廃墟という名の産業遺産』（2008年　インディヴィジョン）　ISBN 4990371224
- 『I LOVE 秘宝館』（2009年　八画）　ISBN 4990371224

### 執筆
- 「Ｓ阪島」『ワンダーJAPAN 9』（2008年　三才ブックス）　ISBN 4861991617

### 連載
- 「手鏡」『日本海新聞』（2008年度月刊コラム）

### 写真集
- 『Are you ready to say good-bye?』（2007年　インディヴィジョン）

### 写真
- フォトカードコレクション『SNAP-SHOT』（2007年　グリーンフォレスト）
- 「22年後のチェルノブイリ」『ワンダーWORLD 』（2008年　三才ブックス）　ISBN 4861991404
- 「2つの秘宝館の末路　山口秘宝の館/石和秘宝館ロマンの館」『ワンダーJAPAN 12』（2009年　三才ブックス）　ISBN 486199201X

## 写真展
- ギャラリー・アビィ企画グループ展『続々●廃景』（2006年7月）
- ギャラリー・アビィ企画グループ展『新●廃景』（2007年8月）
- ギャラリー・アビィ企画グループ展『廃景●6』（2009年7月）

## 作品出展
- 1000000人のキャンドルナイト＠OSAKA CITY（2008年12月）